# Pilodius nigrocrinitus
Pilodius nigrocrinitus is een krabbensoort uit de familie van de Xanthidae. De wetenschappelijke naam van de soort is voor het eerst geldig gepubliceerd in 1859 door Stimpson.